# 1060-talet

## Händelser
- 1060 - Stenkil efterträder Emund den gamle som kung av Sverige
- 28 december 1065 - Westminster Abbey invigs.
- 14 oktober 1066 - Slaget vid Hastings
- Den romanska kyrkan Sainte-Trinité i Caen i Normandie i Frankrike börjar byggas.

## Födda
- 9 februari 1060 - Honorius II, påve.
- 1065 - Helena, drottning av Sverige.

## Avlidna
- 1060
  - Emund den gamle, kung av Sverige.
  - Astrid Nialsdotter, drottning av Sverige.
  - Gunhild, drottning av Sverige.
- 27 juli 1061 - Nicolaus II, påve.
- 1066
  - Stenkil, kung av Sverige.
  - Edvard Bekännaren, kung av England.
  - Harald Godwinson, kung av England.